# Lucmarinjak
Lucmarinjak je nenaseljeni otok u južnom dijelu Kornatskog otočja. Nalazi se južnood Kurbe Vele, od koje je udaljen 1,16 km, a najbliži otok je Oključ, 860 metara sjeverozapadno.
Površina otoka je 0,101 km2, duljina obalne crte 1,25 km, a visina 43 metara.

## Vanjske poveznice
|  | Zajednički poslužitelj ima još gradiva o temi Lucmarinjak |